# The Dad Who Knew Too Little
«The Dad Who Knew Too Little» (с англ. — «Папа, который слишком мало знал») — восьмой эпизод четырнадцатого сезона мультсериала «Симпсоны». Впервые вышел в эфир 12 января 2003 года.

## Сюжет
Лиза смотрит по телевизору рекламу нового «ТурбоДневника», который бьёт электротоком всех, кто пытается его прочесть (кроме обладателя дневника), и говорит родителям, что она хочет себе такой же на день рождения. Гомер соглашается и идёт вместе с Бартом в магазин, чтобы купить подарок. Но все дневники уже раскуплены, поэтому Гомер ищет замену — набор, с помощью которого можно создать свой собственный мультфильм о себе или о своих друзьях, в том числе и потому, что тот набор приобрёл сосед Гомера — Нед Фландерс.
Гомер решает сделать мультфильм о Лизе. Однако самой Лизе мультфильм не нравится: в нём она предстаёт ковгёрл (на самом деле лицо Лизы наложено поверх спрайта другой ковгёрл), которая обожает курятину (хотя Лиза — вегетарианка, согласно 5 серии 7 сезона), её лучший друг — Мэгги, а её любимая книга — журналы. Увидев это, Лиза поняла, что папа абсолютно ничего не знает о ней, и ссорится с отцом. Гомер пытается узнать что-то новое о своей дочери, но тщетно — Лиза отказывается разговаривать с отцом. Тогда Гомер советуется с Мо. Тот рекомендует Гомеру обратиться к частному детективу Декстеру Колту. Тот соглашается помочь и вскоре опрашивает всех, кто знает Лизу.
Изучив информацию, полученную от Колта, Гомер начинает примиряться с дочкой: включает альбом её любимого исполнителя Майлса Дэйвиса, ведёт её на митинг борцов за права животных и в музей. Девочка довольна своим отцом, но ему вскоре предстоит поплатиться за свои «знания»: Декстер требует 1000 долларов за проделанную работу, а поскольку таких денег у Гомера нет, детектив пытается убить его, но Гомеру удаётся сбежать. Декстер клянётся, что тот ещё пожалеет о том, что не заплатил деньги.
Вскоре из Спрингфилдской лаборатории похищают всех животных, над которыми проводили эксперименты (именно против них протестовали на митинге, куда Гомер водил свою дочь). На месте преступления обнаруживается куча вещей, принадлежащих Лизе Симпсон. Гомер догадывается, что наверняка девочку подставил тот самый детектив, которому Гомер не заплатил. Тут к дому Симпсонов подъезжает полиция, поэтому Гомеру с Лизой приходится удирать от них на седане Гомера.
Беглецы прячутся в гостинице на окраине города. Там Гомер сознаётся дочери в том, что он нанял частного детектива, чтобы тот приглядывал за Лизой и записывал о ней различные факты, а потом не смог заплатить. Узнав об этом, Лиза вновь возненавидела отца. А полиция, прослушивающая телефонные звонки, находит Гомера, и отцу с дочкой вновь приходится бежать. Вскоре пара находит в мусорной урне шкурки от бананов, забитые окурками. Оказывается, рядом находится цирк, где есть курящие мартышки и накрашенные свиньи — те самые, которых похитили из лаборатории. А вскоре появляется и сам похититель. Им действительно оказался Декстер Колт. Он стреляет по врагам. Гомер защищает дочь от выстрела, а после начинает убегать от разъярённого детектива. Он забегает в «Комнату Смеха», где его позже ранит Колт. Лиза заходит последней и слышит, как Гомер рассказывает злодею случай, который случился, когда Лизе было всего три года. Умилённая Лиза достаёт лазерную указку (которую ранее ей подарил Барт) и попадает лучом Колту в глаза. Злодей арестован, Гомер и Лиза оправданы, а обезьяны со свинками переезжают жить на ферму к Клетусу Спаклеру.
В сцене, идущей во время титров, Лиза всё-таки получает «ТурбоДневник». Перед сном она кладёт его на стол, а потом засыпает. Приходит Барт и с помощью щипцов забирает дневник, после чего он несёт его Гомеру, чтобы тот почитал ему «сказку на ночь». В результате Гомера бьёт током, а Барт смеётся над отцом. Это означает что «ТурбоДневник» не застрахован от "новой версией кражи"(кража через техники и других подручных средств).